# Boeing 747SP
Dimensions
Le Boeing 747SP est une variante de l'avion de ligne Boeing 747, conçue pour les vols à très longue distance. La désignation « SP » signifie « Special Performance ». L'avion est similaire au 747-100, dont il est dérivé, à l'exception de son fuselage plus petit, de sa dérive agrandie et des volets de fuite simplifiés. Le poids ainsi gagné par le raccourcissement du fuselage offre en contrepartie une distance franchissable et une vitesse plus importantes que celles des autres configurations de 747 disponibles au moment de son lancement.

## Origine
Lorsque le Boeing 747 entre en service en 1970, il s'agit du premier avion de ligne à fuselage large. Il transporte presque trois fois plus de passagers qu'un Boeing 707. Le marché des avions commerciaux est alors marqué par un segment inoccupé, entre les plus grands avions à fuselage étroit et le 747. Les McDonnell Douglas DC-10, le Lockheed L-1011 TriStar et le Airbus A300 occupent par la suite cet espace au cours de la décennie. Boeing lui-même ne dispose pas encore dans son catalogue d'avion à double couloir plus petit que le 747 avant 1981, date de la mise en service du Boeing 767.
Au début des années 70, plusieurs compagnies manifestent leur intérêt pour un avion moyen-porteur capable d'une autonomie de l'ordre de 12 000 km. C'est notamment le cas de Pan Am et de Iran Air qui veulent relier directement New York à des aéroports du Moyen-Orient.
Pour répondre à ces demandes et dans une certaine mesure contrer le McDonnell Douglas DC-10, Boeing lance le projet d'une version raccourcie de son 747 disposant d'un plus grand rayon d'action. D'abord appelé 747SB (shortened body), le projet prend ensuite le nom de 747SP (Special Performance). La décision finale de mise en production du prototype est prise en 1973, le premier vol a lieu en 1975 et la mise en service en 1976.

## Caractéristiques
Alors que les 747-100 à -400 ont tous une longueur de 70,6 m, le 747SP est une version très raccourcie, le fuselage perdant 14,3 m. Pour obtenir un tel raccourcissement, des tronçons de fuselage ont été retirées devant et derrière la voilure qui reste, elle, quasiment inchangée, à l'exception des volets. La « bosse » emblématique des 747 se trouve entièrement en avant des ailes sur les versions classique du 747-100 et 200, tandis que sur le 747SP elle s'arrête au-dessus du caisson de voilure. Cet aspect se retrouve par la suite sur les versions 747-300 et 400, dont le pont supérieur a été allongé. Malgré son fuselage très raccourci, le 747SP a pratiquement la même masse maximale au décollage qu'un 747-200, et transporte légèrement plus de carburant.
La capacité d'emport de passagers est réduite à mesure de la réduction de la longueur de la cabine : dans une configuration à trois classes, le 747SP ne transporte que 276 passagers, soit 90 de moins que le 747-100. L'autonomie, caractéristique la plus marquante de cet avion, atteint 12 300 km en vol commercial, soit presque moitié plus que pour le 747-100. Néanmoins, le 747-400, à fuselage long classique, finit par dépasser en 1988 l'autonomie du SP.
La dérive du 747SP est agrandie par rapport au 747-100, augmentant de 60 cm la hauteur de l'avion. C'est une conséquence directe du fuselage raccourci : la distance entre empennage et centre de gravité de l'avion est réduite, et cette distance est le bras de levier dont dispose l'empennage pour assurer correctement son rôle de stabilisateur et de commande de trajectoire. Il faut donc agrandir la surface de la dérive, offrant ainsi plus de contrôle et de réaction à l'air, pour compenser le raccourcissement.
Comme pour les autres versions de 747, les compagnies acquéreuses peuvent choisir entre des différentes motorisations, constituées de moteurs Rolls-Royce, Pratt & Whitney et General Electric. Quatre configurations sont proposés : Pratt & Whitney JT9D-1AW de 218,4 kN ; General Electric CF6-45A2 de 206,8 kN ; Rolls-Royce RB211-524B de 222,8 kN (version légèrement différente du moteur du Lockheed L-1011 TriStar) et RB211-524D4 de 230 kN. Néanmoins, aucun client du 747SP ne se porte acquéreur de la motorisation General Electric CF6 et tous les SP sont livrés avec des moteurs JT9D ou RB211.

## Utilisations

### Ventes auprès des compagnies aériennes

#### Un échec commercial
Alors que Boeing comptait initialement vendre 200 exemplaires de cet avion, ses ventes sont décevantes : seules 45 unités sortent finalement de l'usine, principalement entre 1976 et 1982. Seul un exemplaire est assemblé par la suite, en 1989.
| Type   | 1976 | 1977 | 1978 | 1979 | 1980 | 1981 | 1982 | 1983 | 1984 | 1985 | 1986 | 1987 | 1988 | 1989 | Total |
| ------ | ---- | ---- | ---- | ---- | ---- | ---- | ---- | ---- | ---- | ---- | ---- | ---- | ---- | ---- | ----- |
| 747-SP | 14   | 4    | 2    | 5    | 9    | 6    | 4    |      |      |      |      |      |      | 1    | 45    |

Les deux plus gros acheteur de 747SP neufs sont la compagnie Pan Am, avec dix exemplaires et la South African Airways, qui en commande six . Le dernier exemplaire en service commercial régulier était un avion iranien, qui effectua son dernier vol commercial en 2018.

#### Records
En mars 1976, un Boeing 747SP acheté par la South African Airways vole directement de l'usine d'Everett jusqu'à l'Aéroport international du Cap, soit 16 560 km sans escale, pendant son vol de livraison, battant alors le record mondial de distance parcourue sans ravitaillement par un avion commercial. Ce record tient jusqu'en 1987.
Profitant de l'autonomie extrême, pour l'époque, de l'avion, la Pan Am l'a utilisé pour renouer avec sa tradition de briseur de records. Le vol Liberty Bell Express, du 1er au 3 mai 1976, permet de réaliser un tour du monde, au départ et à l'arrivée de New York-JKF, avec seulement deux ravitaillements, l'un à Delhi et l'autre à Tokyo, en 46 heures et 50 secondes, battant de 16 heures le record de tour du monde pour un avion commercial. L'année suivante, le même appareil, avec le même commandant de bord, bat le record du tour du monde méridien (c'est-à-dire en survolant les deux pôles), en 54 heures et 7 minutes.

### Télescope aéroporté

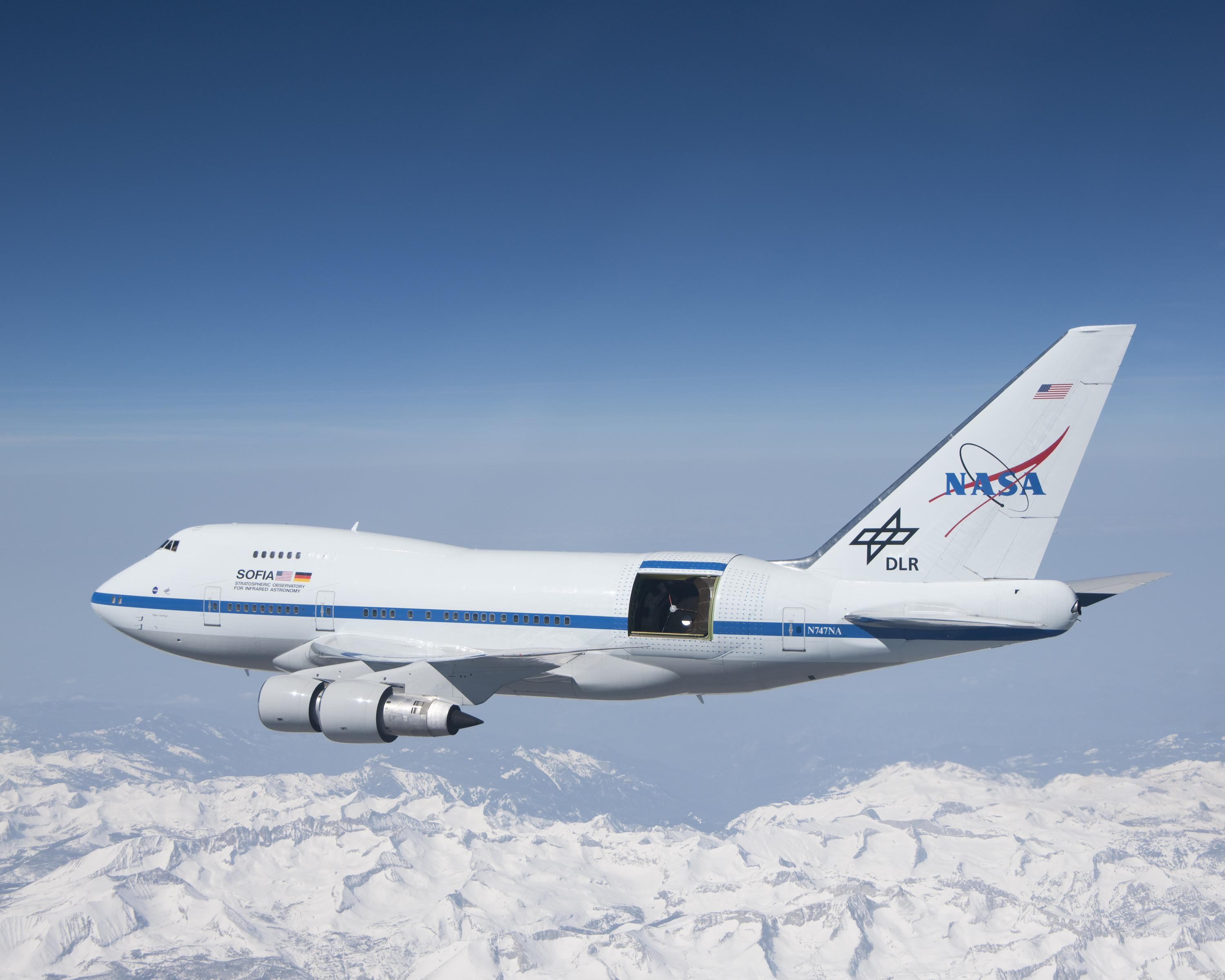
Le télescope SOFIA.

Un appareil provenant de la Pan Am a été transformé en plate forme pour un télescope aéroporté par la NASA et le DLR (agence spatiale allemande). L'avion est pour cela fortement modifié pour loger dans le fuselage un télescope infrarouge de 2.7 mètres de diamètre destiné à effectuer des observations à haute altitude. La vapeur d'eau présente dans l'air à basse altitude réduit en effet considérablement l'information optique dans le spectre infrarouge. À l'altitude de croisière d'un appareil commercial, soit environ 10 000 m / 33 000 pieds, le signal optique infrarouge est bien meilleur, privé des perturbations engendrées par la vapeur de la basse atmosphère. L'appareil est ainsi dénommé SOFIA (acronyme de Stratospheric Observatory for Infrared Astronomy, en français Observatoire stratosphérique pour l'astronomie infrarouge), permet de voler lui à 14 km d'altitude. Après un premier vol effectué le 26 avril 2007, ce télescope volant est opérationnel entre 2014 et septembre 2022,.

### Banc d'essai de Pratt & Whitney Canada

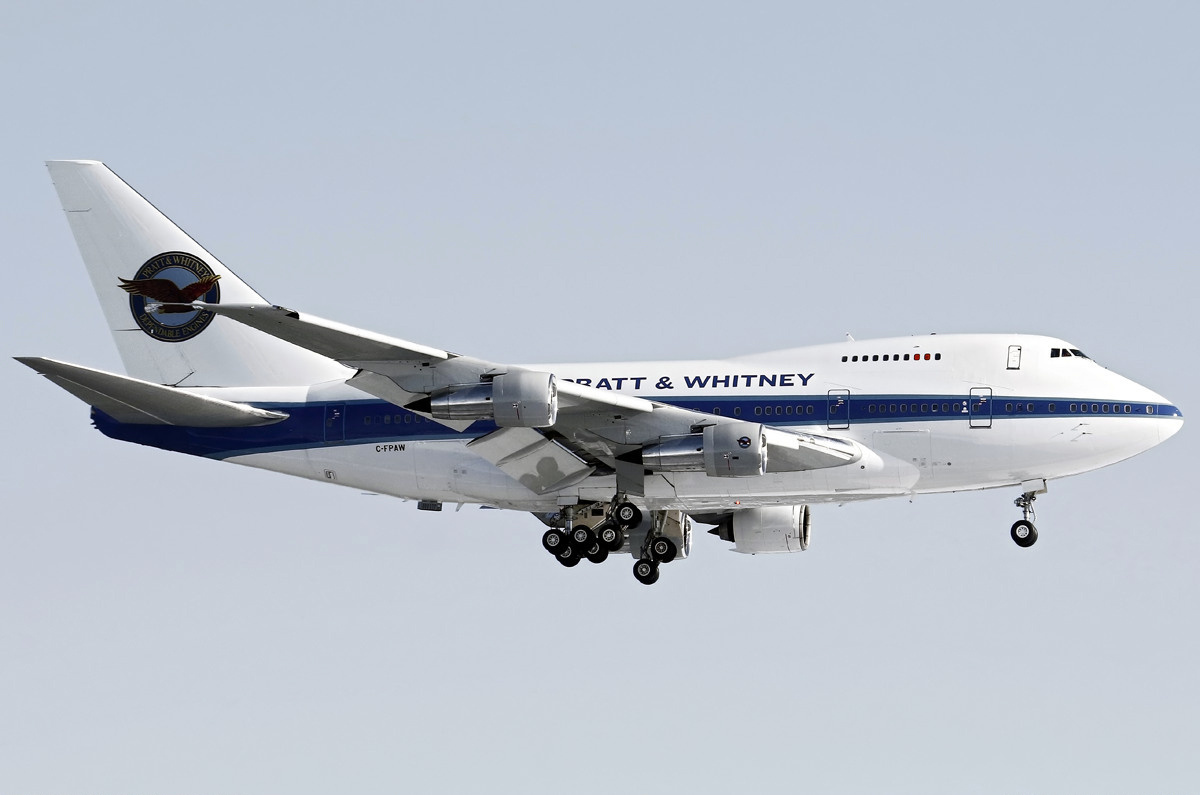
C-FPAW avec un PW1500G monté à la place du moteur 2

Le motoriste Pratt & Whitney utilise un 747SP comme banc d'essai volant. Cet avion a été racheté en 2001 à la compagnie Air China, pour être réimmatriculé au Canada (il porte alors l'immatriculation C-FPAW). Cet avion sert à essayer en vol les moteurs développés par Pratt & Whitney, dans des conditions qui ne peuvent pas être reproduites avec un banc au sol. Lorsque le moteur à tester est d'une puissance comparable aux JT9D d'origine, il est installé en remplacement du moteur #2 (moteur intérieur sous l'aile gauche). Lorsqu'il s'agit d'un moteur plus petit, comme ceux destinés aux avions d'affaires, le 747SP est doté d'un pylône attaché au haut du fuselage qui permet de le monter en 5e moteur.

### Avion officiel
Plusieurs 747SP ont été utilisés comme avion présidentiel ou royal par divers États. Un exemplaire a fait partie de la flotte du sultan de Brunei pendant deux ans, de 1996 à 1998. Le roi d'Arabie saoudite et l'émir du Qatar ont aussi fait usage de 747SP pendant plusieurs années. Un autre appareil fut utilisé par le président du Yémen de 2000 à 2015, date à laquelle il a été endommagé par des tirs lors de la guerre civile yéménite.